# 小行星15939
小行星15939（15939 Fessenden）是一颗绕太阳运转的小行星，为主小行星带小行星。该小行星于1997年12月28日发现。是一颗中等大小的小行星。

## 轨道参数
小行星15939的轨道半长轴为3.1735142 UA，离心率为0.125。